# Retropluma denticulata
Retropluma denticulata is een krabbensoort uit de familie van de Retroplumidae. De wetenschappelijke naam van de soort is voor het eerst geldig gepubliceerd in 1932 door Rathbun.